# مافيا ماما
ماما مافيا (بالإنجليزية: Mafia Mamma)‏ هو فيلم أكشن كوميدي أمريكي صدر في عام 2023، من إخراج كاثرين هاردويك، وسيناريو من تأليف مايكل جيه فيلدمان وديبي جون، ويستند إلى قصة أصلية كتبتها أماندا سثيرس. تلعب توني كوليت دور امرأة أمريكية تسافر إلى إيطاليا بعد وفاة جدها، لتكتشف أنه كان زعيم مافيا. يشارك في البطولة أيضًا مونيكا بيلوتشي، وإدواردو سكاربيتا، وصوفيا نومفيتي.
بدأ تصوير الفيلم في روما في مايو 2022. وتم إصدار الفيلم في دور العرض في الولايات المتحدة بواسطة شركة بليكر ستريت في 14 أبريل 2023، وحقق إيرادات بلغت 7 ملايين دولار عالميًا.

## قصة الفيلم
كريستين (توني كوليت)، كاتبة وخبيرة مبيعات في شركة مستحضرات تجميل، تجد نفسها في أزمة منتصف العمر بعد أن غادر ابنها الوحيد إلى الجامعة، وتكتشف خيانة زوجها مع امرأة أصغر سنًا. كما تتعرض للإهانة والتجاهل من قبل رؤسائها في العمل. في خضم هذه الفوضى، تتلقى كريستين اتصالاً من محامية تُدعى بيانكا (مونيكا بيلوتشي) تخبرها بوفاة جدها الوحيد المتبقي في إيطاليا، وتطلب منها حضور جنازته وقراءة وصيته.
تشجعها صديقتها جيني (صوفيا نومفيتي) على حضور الجنازة كفرصة لتغيير حياتها. بمجرد وصولها إلى روما، تلتقي بشاب محلي يُدعى لورينزو وتنجذب إليه. بعد ذلك يتم اصطحابها بواسطة دانتي وألدو، مساعدي بيانكا، لحضور الجنازة. لكن الأمور تنقلب رأسًا على عقب عندما يهاجم مسلحون الجنازة ويدمرون التابوت، فيسارع دانتي وألدو لإنقاذ كريستين.
عند قراءة الوصية، تكشف بيانكا أن كريستين هي الوريثة لزعامة عائلة بالبانو، وهي عائلة مافيا صقلية قوية كان يقودها جدها الراحل. رغم صدمتها واعتراضها الأولي، يتم إقناع كريستين بتولي دور زعيمة العائلة.
كأول قرار لها، تلتقي كريستين بدون كارلو، زعيم عائلة رومانو المنافسة، لحل نزاع بين العائلتين. يحاول كارلو تسميم كريستين، لكنها تقوم بتبديل الكؤوس، مما يؤدي إلى موته. يتولى ابن عمه ماموني قيادة عائلة رومانو.
مع تطور الأحداث، تسعى كريستين إلى تحويل نشاطات العائلة الإجرامية إلى أعمال قانونية، مثل إعادة افتتاح مصنع النبيذ الخاص بجدها. تتعقد علاقتها مع لورينزو بسبب التزامات كل منهما، وفي هذه الأثناء، يتم إرسال قاتل مأجور من قبل عائلة رومانو لقتلها، لكنها تتمكن من قتله. تتلقى بعدها خبر فصلها من الشركة.
تشعر كريستين بالإحباط وتذهب إلى لورينزو، ويقضيان الليلة معًا. في اليوم التالي، توافق عائلة رومانو على إنهاء العداوة بينها وبين عائلة بالبانو، وتبدأ كريستين بالانغماس أكثر في إدارة أعمال العائلة، لكنها تواجه تحديات جديدة عندما يعود زوجها المفلس طالبًا المساعدة. ترفض مساعدته وتخبر ابنها أن لورينزو مجرد صديق، مما يثير تساؤلاته حول مدى حبها له.
في النهاية، تقرر كريستين اعتزال المافيا وتسليم القيادة إلى بيانكا. ولكن عند إعلانها هذا القرار، يثور دون ماموني وتحدث مواجهة مسلحة. تتدخل الشرطة، التي يقودها لورينزو وإزميرالدا اللذان كانا محققين متخفيين، ويتم اعتقال الجميع. بفضل دعم السكان المحليين، تتم تبرئة كريستين من جميع التهم.
بعدما يبدو أن بيانكا قُتلت، تجد كريستين نفسها في مواجهة أخيرة مع فابريتسيو، الذي كان خائنًا متحالفًا مع عائلة رومانو. في اللحظة الحاسمة، تنقذ بيانكا الموقف، وتقوم كريستين بالقضاء على فابريتسيو. لاحقًا، بينما يعود ابن كريستين إلى المنزل، يراها تتولى رسميًا زعامة عائلة بالبانو.

## طاقم التمثيل
- توني كوليت - كريستين
- مونيكا بيلوتشي - بيانكا
- إدواردو سكاربيتا - فابريتسيو
- صوفيا نومفيتي - جيني

## إنتاج الفيلم
تم الإعلان عن دخول فيلم مافيا ماما في مرحلة ما قبل الإنتاج في أكتوبر 2021، مع اختيار كاثرين هاردويك لإخراجه. كتب السيناريو مايكل جيه فيلدمان وديبي جون، استناداً إلى قصة أصلية من تأليف أماندا سثيرس. تم اختيار توني كوليت، مونيكا بيلوتشي، وروب هيوبيل لأداء الأدوار الرئيسية، لكن في النهاية لم يظهر هيوبيل في الفيلم.
تم التصوير الأساسي للفيلم في مايو 2022 في مواقع مختلفة في العاصمة الإيطالية روما.

## وصلات خارجية
- مافيا ماما على موقع IMDb (الإنجليزية)
- مافيا ماما على موقع ميتاكريتيك (الإنجليزية)
- مافيا ماما على موقع روتن توميتوز (الإنجليزية)
- مافيا ماما على موقع ألو سيني (الفرنسية)
- مافيا ماما على موقع فيلمافينيتي (الإسبانية)
- مافيا ماما على موقع قاعدة بيانات الفيلم (الإنجليزية)
- مافيا ماما على موقع ليتربوكسد (الإنجليزية)
- مافيا ماما على موقع كينوبويسك (الروسية)